# Wydział Malarstwa i Rysunku Uniwersytetu Artystycznego im. Magdaleny Abakanowicz w Poznaniu
Wydział Malarstwa i Rysunku Uniwersytetu Artystycznego im. Magdaleny Abakanowicz w Poznaniu – jeden z dziesięciu wydziałów Uniwersytetu Artystycznego im. Magdaleny Abakanowicz w Poznaniu. Jego siedziba znajduje się przy Al. Marcinkowskiego 29 w Poznaniu.

## Struktura
- Katedra Malarstwa I
  - Pracownia Malarstwa I
  - Pracownia Malarstwa II
  - Pracownia Malarstwa III
  - Pracownia Malarstwa w Architekturze i Urbanistyce
  - Pracownia Tkaniny Artystycznej I
  - Interdyscyplinarna Pracownia Konserwacji i Restauracji Sztuki Nowoczesnej
- Katedra Malarstwa II
  - Pracownia Malarstwa IV
  - Pracownia Malarstwa VI
  - Pracownia Malarstwa VII
  - Pracownia Malarstwa VIII
  - Pracownia Malarstwa IX
  - Pracownia Malarstwa XI
  - Pracownia Malarstwa XII
  - Pracownia Malarstwa XIII
  - Pracownia Technik Malarskich i Rysunkowych
- Katedra Rysunku
  - Pracownia Rysunku I
  - Pracownia Rysunku II
  - Pracownia Rysunku III
  - Pracownia Rysunku IV
  - Pracownia Rysunku V
  - Pracownia Rysunku VI
  - Pracownia Rysunku VII
  - Pracownia Rysunku VIII
  - Pracownia Rysunku IX
  - Pracownia Rysunku X
  - Pracownia Rysunku XI
  - Pracownia Rysunku XII
  - Pracownia Rysunku XIII
  - Pracownia Rysunku XIV
  - Pracownia Rysunku XV
  - Pracownia Rysunku XVI
  - Pracownia Rysunku XVII

## Kierunki studiów
- Malarstwo

## Władze Wydziału
Kadencja 2024–2028:
- Dziekan: prof. dr hab. Marek Jakuszewski[1]
- Prodziekan: dr Agata Nowak[1]